# Hương Trà, Huế
Hương Trà là một phường thuộc thành phố Huế, Việt Nam.

## Lịch sử
Thời nhà Nguyễn, vùng này thuộc tổng Phú Ốc, huyện Hương Trà, phủ Thừa Thiên.
Năm 1956, chính quyền Ngô Đình Diệm tổ chức hành chính thống nhất trên phần lãnh thổ Việt Nam Cộng hòa, phân chia và thành lập cấp xã mới, trong đó có các xã Hương Bằng và Hương Việt, đều thuộc quận Hương Trà, tỉnh Thừa Thiên. Ngày 9 tháng 8 năm 1960, Tổng thống Việt Nam Cộng hòa ban hành Nghị định số 1011-BNV/NC8/NĐ, theo đó xã Hương Việt được chia thành 2 xã Hương Phú và Hương Xuân. Địa bàn phường Hương Trà ngày nay gần tương ứng với địa bàn các xã Hương Bằng và Hương Phú, quận Hương Trà, tỉnh Thừa Thiên.
Ngày 24 tháng 2 năm 1976, Chính phủ Cách mạng lâm thời Cộng hòa miền Nam Việt Nam ban hành Nghị định số 3/NQ/1976, hợp nhất các tỉnh Quảng Bình, Quảng Trị, Thừa Thiên và thành phố Huế thành tỉnh Bình Trị Thiên. Ngày 11 tháng 3 năm 1977, Hội đồng Chính phủ ban hành Quyết định số 62-CP, theo đó, huyện Hương Trà hợp nhất với 2 huyện Phong Điền và Quảng Điền thành huyện Hương Điền. Bấy giờ, các xã Hương Bằng và Hương Phú đều thuộc huyện Huơng Điền, tỉnh Bình Trị Thiên. 
Ngày 12 tháng 1 năm 1984, Hội đồng Bộ trưởng ra Quyết định 7-HĐBT điều chỉnh địa giới đơn vị hành chính thuộc tỉnh Bình Trị Thiên. Theo đó, xã Hương Bằng và Hương Phú được giải thể để thành lập 3 đơn vị hành chính mới là thị trấn Tứ Hạ (một phần xã Hương Phú cũ), các xã Hương Vân (một phần xã Hương Phú nhập vào xã Hương Bằng) và Hương Văn (phần còn lại của xã Hương Phú).. Tất cả đều thuộc huyện Hương Điền. 
Ngày 30 tháng 6 năm 1989, Quốc hội ban hành Nghị quyết tách tỉnh Bình Trị Thiên thành 3 tỉnh mới lấy tên là tỉnh Quảng Bình, tỉnh Quảng Trị và tỉnh Thừa Thiên Huế. Tháng 9 năm 1990, Hội đồng Bộ trưởng quyết định chia lại huyện Hương Điền thành ba huyện Phong Điền, Quảng Điền và Hương Trà, đều thuộc tỉnh Thừa Thiên Huế. Thị trấn Tứ Hạ, các xã Hương Vân và Hương Văn thuộc về huyện Hương Trà vừa tái lập. Thị trấn Tứ Hạ trở thành huyện lỵ huyện Hương Trà.
Ngày 15 tháng 11 năm 2011, Chính phủ ban hành Nghị quyết 99/NQ-CP. Theo đó, chuyển huyện Hương Trà thành thị xã Hương Trà. Thị trấn Tứ Hạ và các xã Hương Vân và Hương Văn đều được nâng lên thành phường trực thuộc thị xã Hương Trà.
Ngày 30 tháng 11 năm 2024, Quốc hội ban hành Nghị quyết số 175/2024/QH15 (nghị quyết có hiệu lực từ ngày 1 tháng 1 năm 2025) về việc thành lập thành phố Huế trực thuộc trung ương trên cơ sở toàn bộ diện tích và dân số tỉnh Thừa Thiên Huế. Theo đó, các phường Tứ Hạ, Hương Vân và Hương Văn, thuộc thị xã Hương Trà, thành phố Huế.
Ngày 16 tháng 6 năm 2025, Ủy ban Thường vụ Quốc hội ban hành Nghị quyết số 1675/NQ-UBTVQH15 về việc sắp xếp đơn vị hành chính cấp xã của thành phố Huế năm 2025. Theo đó, sáp nhập toàn bộ diện tích tự nhiên, quy mô dân số của các phường Tứ Hạ, Hương Văn và Hương Vân thành phường mới có tên gọi là phường Hương Trà.

## Giao thông
- Thống Nhất
- Độc Lập
- Kim Trà
- Tôn Thất Bách
- Sông Bồ
- Cách Mạng Tháng 8
- Lê Hoàn
- Trần Quốc Tuấn
- Hồng Lĩnh
- Nguyễn Hiền
- Lý Bôn
- Phan Sào Nam
- Đinh Bộ Lĩnh
- Bùi Công Trừng
- Ngọc Hân Công Chúa
- Võ Văn Dũng
- Nguyễn Khoa Đăng
- Lâm Mậu
- Lê Quang Hoài
- Trần Đăng Khoa
- Hồ Văn Tứ
- Nguyễn Xuân Thưởng
- Lê Mậu Lệ
- Lê Sĩ Thận
- Ngụy Như Kon Tum
- Hà Thế Hạnh
- Lê Văn An
- Lâm Hồng Phấn
- Đặng Vinh
- Võ Bá Hạp
- Phú Ốc
- Nguyễn Bá Loan
- Lê Đình Dương
- Nguyễn Khoa Minh
- Nguyễn Khoa Thuyên
- Phạm Hữu Tâm
- Võ Hoành
- Lê Thái Tông
- Tống Phước Trị